# Liste der Biografien/Add
Liste der Biografien |
Portal Biografien |
Personensuche
# |
A |
B |
C |
D |
E |
F |
G |
H |
I |
J |
K |
L |
M |
N |
O |
P |
Q |
R |
S |
T |
U |
V |
W |
X |
Y |
Z |
?
 
Aa |
Ab |
Ac |
Ad |
Ae |
Af |
Ag |
Ah |
Ai |
Aj |
Ak |
Al |
Am |
An |
Ao |
Ap |
Aq |
Ar |
As |
At |
Au |
Av |
Aw |
Ax |
Ay |
Az
 
Ada |
Adc |
Add |
Ade |
Adg |
Adh |
Adi |
Adj |
Adk |
Adl |
Adm |
Adn |
Ado |
Adr |
Ads |
Adt |
Adu |
Adv |
Adw |
Ady |
Adz
Die Liste der Biografien führt alle Personen auf, die in der deutschsprachigen Wikipedia einen Artikel haben. Dieses ist eine Teilliste mit 112 Einträgen von Personen, deren Namen mit den Buchstaben „Add“ beginnt.

## Add

### Adda
- Adda, König des angelsächsischen Königreiches Bernicia
- Adda, Gladys (1921–1995), tunesische Frauenrechtsaktivistin und Journalistin
- Adda, Joseph Kofi (1956–2021), ghanaischer Politiker, Minister für Energie in Ghana
- Adda, Serge (1948–2004), tunesisch-französischer Manager, Präsident des französischen Fernsehsenders TV5MONDE
- Addabbo, Joseph Patrick (1925–1986), US-amerikanischer Politiker
- Addae, Bright (* 1992), ghanaischer Fußballspieler
- Addaeus, römischer Heermeister
- Addagatla, Innayya Chinna (1937–2022), indischer Geistlicher und römisch-katholischer Bischof von Srikakulam
- Addai, oströmischer Architekt
- Addai II. (1948–2022), irakischer Katholikos-Patriarch der Alten Apostolischen und Katholischen Kirche des Ostens
- Addai, Joseph (* 1983), US-amerikanischer American-Football-Spieler
- Addai, Patrick (* 1969), ghanaischer Schauspieler und Kinderbuchautor
- Addai-Robinson, Cynthia (* 1985), US-amerikanische Schauspielerin
- Addamo, Michael (* 1994), australischer Pokerspieler
- Addams, Ava (* 1979), US-amerikanische PornodarstellerinAva Addams (* 1979)

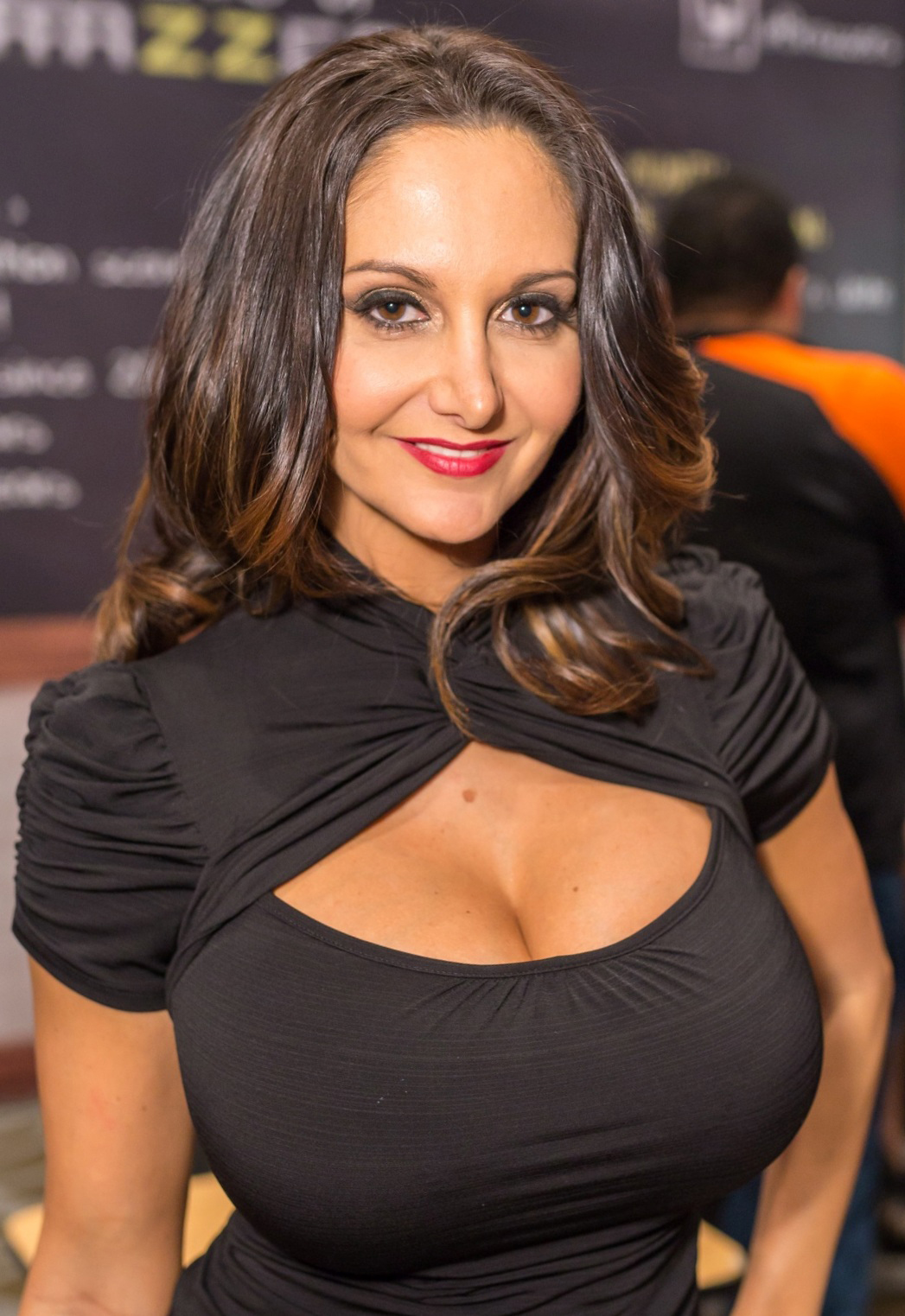
Ava Addams (* 1979)

- Addams, Charles (1912–1988), US-amerikanischer Cartoonist
- Addams, Dawn (1930–1985), britische Schauspielerin
- Addams, Jane (1860–1935), US-amerikanische Journalistin, Pazifistin und SozialwissenschaftlerinJane Addams (1860–1935)

Jane Addams (1860–1935)

- Addams, Jenny (1909–1990), belgische Florettfechterin
- Addams, William (1777–1858), US-amerikanischer Politiker
- Addario, Lynsey (* 1973), amerikanische Fotojournalistin

### Adde
- Adde, Leo (1904–1942), US-amerikanischer Jazzmusiker
- Added, Dan (* 1999), französischer Tennisspieler
- Added, Jeanne (* 1980), französische Sängerin und Songwriterin
- Addedomarus, britonischer Herrscher der Trinovanten
- Adderley, Cannonball (1928–1975), US-amerikanischer Jazz-Saxophonist
- Adderley, Cedric, US-amerikanischer Komponist und Musikpädagoge
- Adderley, Georgia (* 2001), schottische Squashspielerin
- Adderley, Herb (1939–2020), US-amerikanischer American-Football-Spieler
- Adderley, Nat (1931–2000), amerikanischer Jazz-Kornettist und -Trompeter
- Adderley, Nat junior (* 1955), US-amerikanischer R&B- und Jazzmusiker und Arrangeur
- Adderley, Paul (1928–2012), bahamaischer Politiker, Generalgouverneur der Bahamas
- Adderson, Caroline (* 1963), kanadische Schriftstellerin

### Addi
- Addi, Samira (* 1998), marokkanische Hammerwerferin
- Addica, Milo (* 1963), US-amerikanischer Drehbuchautor und Filmproduzent
- Addicks, Heinrich (1887–1975), deutscher Politiker (CDU)
- Addicks, Henriëtte (1853–1920), niederländische Malerin und Aquarellistin
- Addicks, Karl (* 1950), deutscher Politiker (FDP, parteilos), MdB
- Addicks, Klaus (* 1948), deutscher Emeritus für Anatomie
- Addicks, Wim (1896–1985), niederländischer Fußballspieler
- Addicott, Warren (1930–2009), US-amerikanischer Paläontologe und Geologe
- Addie, Robert (1960–2003), britischer Schauspieler
- Addiego Bruno, Rafael (1923–2014), uruguayischer Politiker und Jurist
- Addinall, Percy (1888–1932), englischer Fußballspieler
- Addington, David S. (* 1957), US-amerikanischer Jurist und Regierungsbeamter
- Addington, Henry, 1. Viscount Sidmouth (1757–1844), britischer Politiker, Mitglied des House of Commons und Premierminister
- Addington, Julia (1829–1875), amerikanische Mandatsträgerin
- Addinsell, Richard (1904–1977), britischer Filmkomponist
- Addis, Baptiste (* 2006), französischer Bogenschütze
- Addis, John Mansfield (1914–1983), britischer Diplomat, Kunstsammler und Kunsthistoriker
- Addis, Mabel (1912–2004), amerikanische Schriftstellerin, Lehrerin und Spieledesignerin
- Addis, William (1901–1978), britischer Kolonialverwalter, Gouverneur von Bermuda und der Seychellen
- Addison Alves (* 1981), brasilianischer Fußballspieler
- Addison, Aaron (* 1995), australischer Tennisspieler
- Addison, Adele (* 1925), US-amerikanische Opernsängerin (Sopran)Adele Addison (* 1925)

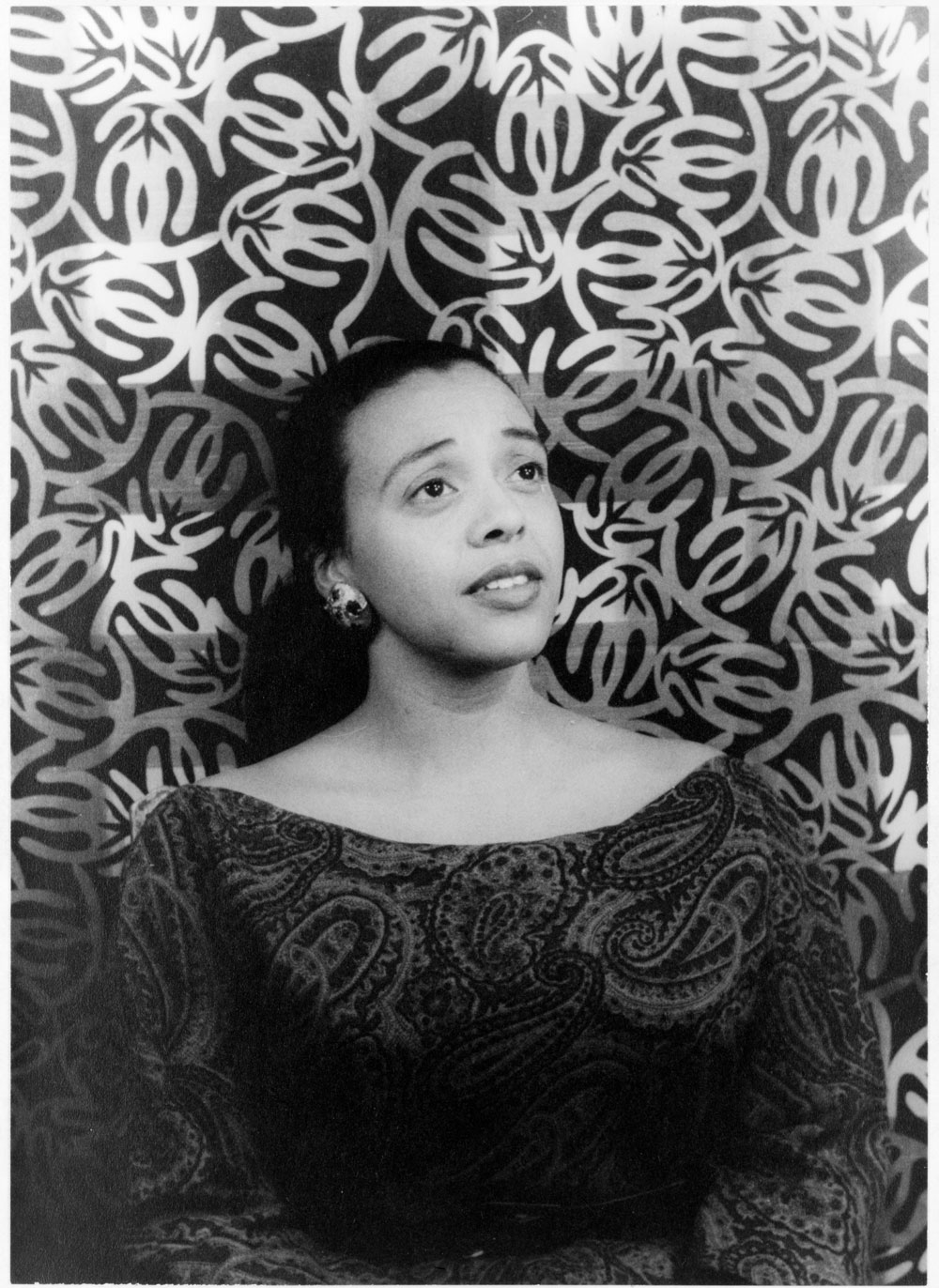
Adele Addison (* 1925)

- Addison, Agnes (1842–1903), neuseeländische Textilkauffrau und Geschäftsinhaberin
- Addison, Angela (* 1999), englische Fußballspielerin
- Addison, Bernard (1905–1990), US-amerikanischer Jazz-Gitarrist und Banjo-Spieler
- Addison, Christopher, 1. Viscount Addison (1869–1951), englischer Anatomieprofessor und Politiker
- Addison, Christopher, 2. Viscount Addison (1904–1976), britischer Peer und Politiker
- Addison, John (1920–1998), britischer Komponist
- Addison, Jordan (* 2002), US-amerikanischer American-Football-Spieler
- Addison, Joseph (1672–1719), englischer Dichter, Politiker und Journalist
- Addison, Joseph (1879–1953), britischer Botschafter
- Addison, Karen (* 1970), schottische Curlerin
- Addison, Lily (1885–1982), australische Tennisspielerin
- Addison, Linda (* 1952), US-amerikanische Science-Fiction-, Fantasy- und Horror-Schriftstellerin
- Addison, Michael, 3. Viscount Addison (1914–1992), britischer Peer, Staatsbeamter und Akademiker
- Addison, Peggy, australische Badmintonspielerin
- Addison, Robert Brydges (1854–1920), britischer Komponist und Musikpädagoge
- Addison, Roy (1939–2021), britischer Boxer
- Addison, Terry (* 1946), australischer Tennisspieler
- Addison, Thomas (1793–1860), englischer MedizinerThomas Addison (1793–1860)

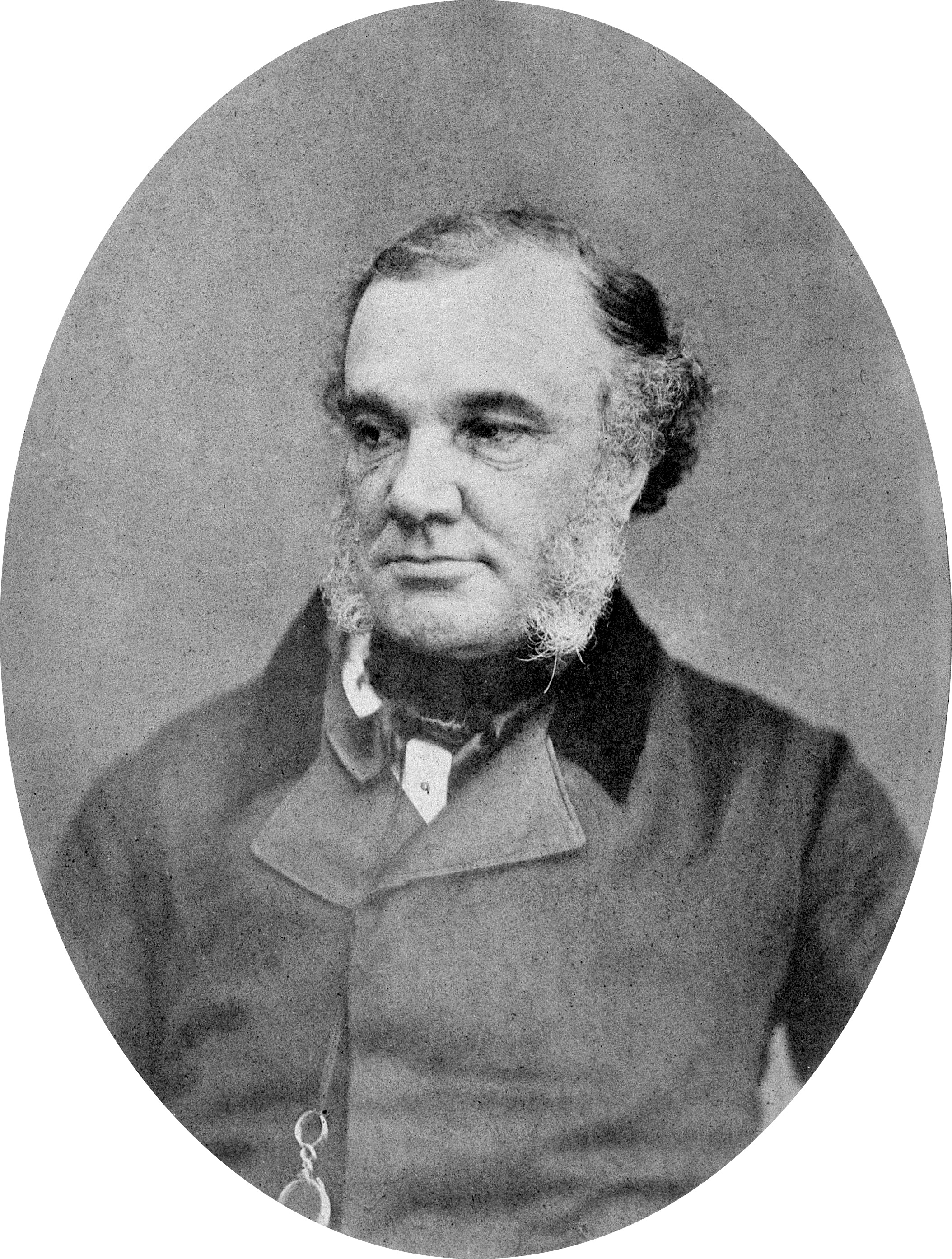
Thomas Addison (1793–1860)

- Addison, William (1933–2008), US-amerikanischer Schachspieler
- Addison, William, 4. Viscount Addison (* 1945), britischer Peer und Politiker
- Addiss, Stephen (1935–2022), US-amerikanischer Kunstwissenschaftler, Musiker, Komponist, Lyriker, Maler, Grafiker, Kalligraph und Keramiker

### Addo
- Addo, Daniel (* 1976), ghanaischer Fußballspieler
- Addo, Daniel (* 1987), ghanaischer Fußballspieler
- Addo, Edmund (* 2000), ghanaischer Fußballspieler
- Addo, Eric (* 1978), ghanaischer Fußballspieler
- Addo, Marylyn (* 1970), deutsche Medizinerin und Virologin
- Addo, Otto (* 1975), ghanaischer FußballspielerOtto Addo (* 1975)

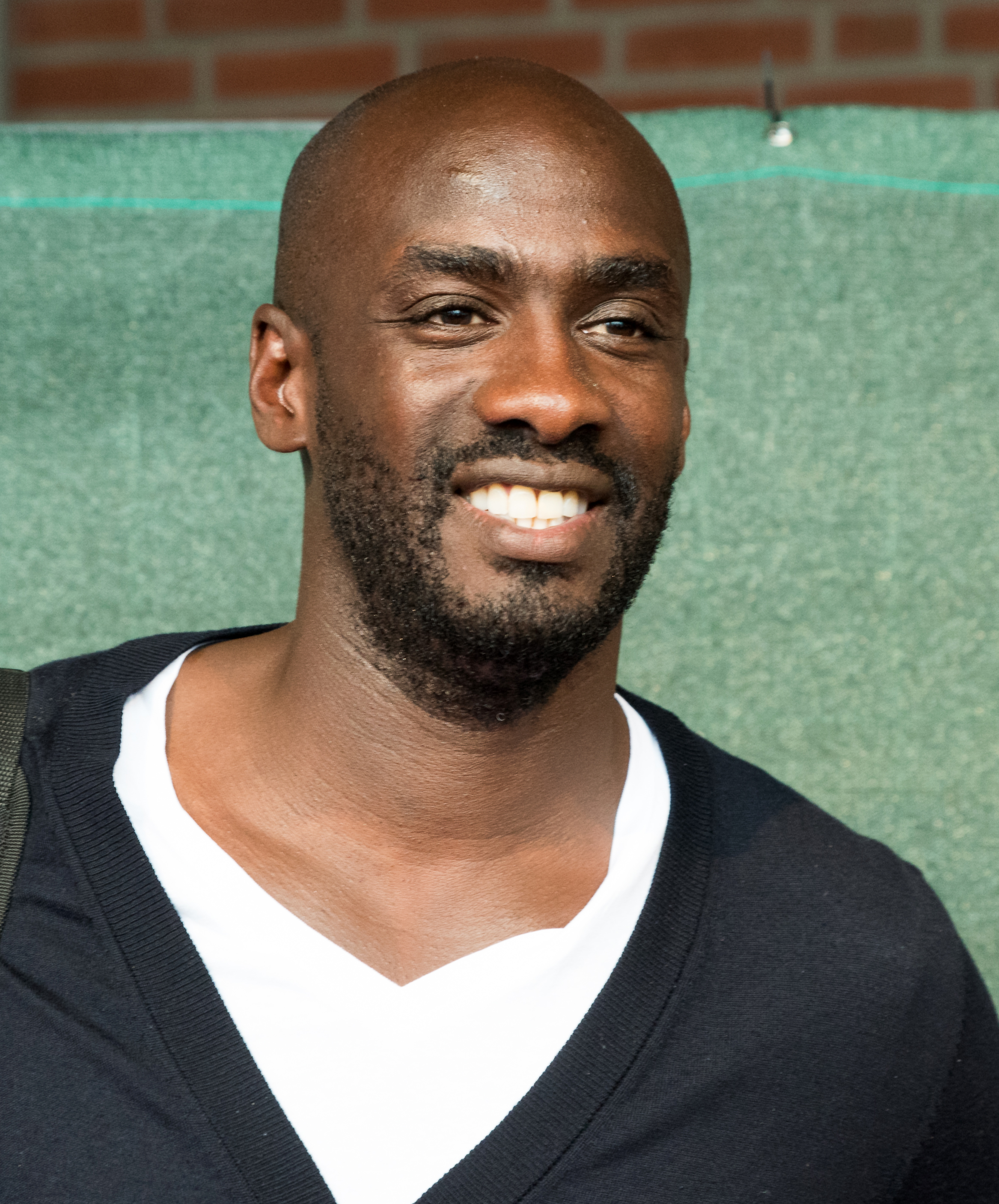
Otto Addo (* 1975)

- Addo, Simon (* 1974), ghanaischer Fußballspieler
- Addo-Kufuor, Kwame (* 1940), ghanaischer Politiker (Region Ashanti)
- Addobbati, Giuseppe (1909–1986), italienischer Schauspieler
- Addonizio, Hugh Joseph (1914–1981), US-amerikanischer Politiker
- Addor, Eugene, Schweizer Sportschütze
- Addor, Georges (1920–1982), Schweizer Architekt
- Addor, Jean-Luc (* 1964), Schweizer Politiker (SVP)
- Addor, Jules-Henri (1894–1953), Schweizer Politiker (FDP)
- Addouche, Youcef (* 1994), algerischer Langstreckenläufer
- Addouh, Khatri (* 1954), saharauischer Politiker
- Addow, Ibrahim Hassan († 2009), somalischer Politiker und Minister für Hochschulbildung

### Addu
- Addu-duri, Beamtin in Mari
- Addu-nirari, König von Nuḫašše
- Adduono, Jeremy (* 1978), kanadischer Eishockeyspieler und -trainer
- Adduono, Rick (* 1955), kanadischer Eishockeyspieler und -trainer

### Addy
- Addy, Bob (* 1941), britischer Radrennfahrer
- Addy, David (* 1990), ghanaischer Fußballspieler
- Addy, Ebenezer (* 1940), ghanaischer Sprinter
- Addy, George (1891–1971), englischer Fußballspieler
- Addy, Gifty (* 1985), ghanaische Sprinterin
- Addy, James (1939–2009), ghanaischer Sprinter
- Addy, Lee (* 1990), ghanaischer Fußballspieler
- Addy, Marian Ewurama (1942–2014), ghanaische Biochemikerin und Hochschullehrerin
- Addy, Mark (* 1964), britischer SchauspielerMark Addy (* 1964)

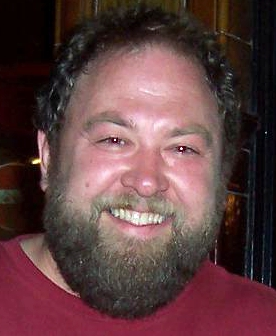
Mark Addy (* 1964)

- Addy, Meghan (* 1978), US-amerikanische Leichtathletin
- Addy, Mercy (* 1964), ghanaische Sprinterin
- Addy, Mike (* 1943), englischer Fußballspieler
- Addy, Mustapha Tettey (* 1942), ghanaischer Trommler
- Addy, Raphaël (* 1990), Schweizer Strassenradrennfahrer
- Addy, Wesley (1913–1996), US-amerikanischer Schauspieler